# Boeing XB-55
|}

Boeing XB-55 (định danh công ty Model 474) là một mẫu máy bay ném bom chiến lược do Boeing đề xuất. XB-55 được kỳ vọng sẽ thay thế cho loại Boeing B-47 Stratojet trong biên chế của Không quân Hoa Kỳ (USAF).

## Tính năng kỹ chiến thuật (ước lượng)
Dữ liệu lấy từ Air Force Museum Fact Sheet
Đặc tính tổng quát
- Kíp lái: 10
- Chiều dài: 118 ft 11 in (36,25 m)
- Sải cánh: 135 ft 0 in (41,15 m)
- Chiều cao: 33 ft 8 in (10,26 m)
- Trọng lượng có tải: 153.000 lb (69.400 kg)
- Trọng lượng cất cánh tối đa: 168.000 lb (76.204 kg)
- Động cơ: 4 × Allison T40A-2 , 5.600 hp (4.200 kW)  mỗi chiếc

Hiệu suất bay
- Vận tốc cực đại: 426 kn (490 mph; 789 km/h)
- Vận tốc hành trình: 391 kn (450 mph; 724 km/h)
- Tầm bay: 4.350 nmi (5.006 mi; 8.056 km)
- Trần bay: 42.000 ft (13.000 m)

Vũ khí trang bị

- Súng: 10× pháo 20 mm (.79 in)
- Bom: 24.000 lb (10.900 kg) bom